# Gauribidanur
Gauribidanur is een dorp in het district Chikkaballapur van de Indiase staat Karnataka. 

## Demografie
Volgens de Indiase volkstelling van 2001 wonen er 30.530 mensen in Gauribidanur, waarvan 51% mannelijk en 49% vrouwelijk is. De plaats heeft een alfabetiseringsgraad van 72%. 